# Patellapis celebensis
Patellapis celebensis är en biart som först beskrevs av Blüthgen 1931.  Patellapis celebensis ingår i släktet Patellapis och familjen vägbin. Inga underarter finns listade i Catalogue of Life.